# Джовани Борджия
Вижте пояснителната страница за други личности с името Джовани Борджия.
Джовàни Бòрджия, с пълно име Джовàни Бòрджа Катанèи (на италиански: Giovanni Borgia Cattanei) или Хуан де Борха и Катанеи, на испански: Juan de Borja y Cattanei; * 1476, Рим, Папска държава; † 14 юни 1497, Папска държава) е италиански благородник и военен, втори херцог на Гандия (1488 – 1497), херцог на Сеса, извънбрачен син на римския папа Александър VI (Родриго Борджия) от метресата му Ваноца Катанеи, брат на Чезаре, Гофредо и Лукреция Борджия.
Описван като арогантен и разглезен млад мъж, през 1493 г. той е изпратен от баща си в Испания, за да се ожени за Мария Енрикес де Луна и да завладее Херцогство Гандия, което наследява през 1488 г. от своя полубрат Педро Луис де Борха.
През 1496 г. е призован в Рим. В Италия Александър VI го облагодетелства с целия си възможен непотизъм, давайки му голям брой служби и признания. Въпреки военните му неуспехи той го прави гонфалониер на Църквата и генерален капитан на Църквата, и създава Херцогство Беневенто за него. Всичко това увеличава нарастващата враждебност към семейство Борджия, вече доста мразено, защото е смятано за парвеню.
В нощта на 14 юни 1497 г. младият Джовани е убит в Рим от неизвестни лица. Тялото му е открито няколко дни по-късно в река Тибър с прободни рани в различни части на тялото. Извън себе си от мъка, баща му заповядва разследване за откриване на убийците, но те не са намерени. Различни хора в Рим по това време са заподозрени за убийството, включително брат му Чезаре. Най-популярната в момента теза в академичните среди е, че убийството е поръчано от семейство Орсини, противници на Борджиите.

## Произход
Джовани е извънбрачен син и второ или първо дете на испанския кардинал Родрико де Борха (* 1431, † 1503), архиепископ на Валенсия, който през 1492 г. е избран за папа под името Александър VI, и на дългогодишната му метреса Ваноца Катанеи (* 1442, † 1518) от Мантуа, тогавашна съпруга на Доменико да Риняно. Има двама братя и една сестра:
- Чезаре (* 1475, † 1507), херцог на Валантиноа и Романя, принц на Андрия, владетел на Пиомбино, Камерино и Урбино, гонфалониер и генерален капитан на Светата църква, съпруг на Шарлот д'Албре
- Лукреция (* 1480, † 1519), господарка на Непи, Сермонета и Басиано, и господарка на Пезаро и Градара като съпруга на Джовани Сфорца, херцогиня на Бишелие и княгиня на Салерно като съпруга на Алфонсо Арагонски и херцогиня на Ферара, Модена и Реджо като съпруга на Алфонсо I д'Есте
- Хофрè/Гофредо (* 1481, † 1517), княз на Скуилаче, граф на Алвито и на Кариати като съпруг на Санча Арагонска, съпруг и на Мария Мила Арагонска и Вилархермоса

Има също двама или трима полубратя и две или три полусестри от извънбрачни връзки на баща си, и един полубрат от втория брак на майка си.

## Биография
От папска була, издадена след смъртта му, се посочва, че Джовани е роден след брат си Чезаре, след смъртта на първия съпруг на майка им Ваноца Катанеи, следователно не преди лятото на 1476 г. (макар че първородството между Джовани и Чезаре се обсъжда дълго време). Баща му определя светска кариера за него, а за брат му Чезаре – църковна.
На 3 септември 1488 г. умира неговият полубрат Пиер Луиджи Борджия. По споразумение между баща му папата и крал Фернандо II Джовани унаследява Пиер Луиджи и получава Херцогство Гандия в Кралство Валенсия. Той се сгодява за благородничката Мария Енрикес де Луна, испанската годеница на починалия. Двамата се женят през септември 1493 г. и имат две деца: Хуан де Борха и Енрикес (известен като Хуан Борджия), който става 3-ти херцог на Гандия, и Исабела де Борха и Енрикес, която става монахиня под името Франсиска де Хесус в манастир във Валядолид. Хуан е бащата на свети Франциск Борджия.
През август 1496 г., с разрешението на крал Фернандо II, връщайки се от Испания в Рим, Джовани приема титлата на гонфалониер на Църквата (т.е. командир на всички папски войски), за да води войната срещу враждебните на Борджия семейства, преди всичко срещу Орсини. Тъй като не разбира достатъчно от военни дела, Гуидобалдо да Монтефелтро, херцог на Урбино, командва армията с него.
Генерален капитан във войната на папата срещу Орсини, Джовани води прави неуспешен опит за превземане на замъка им в Брачано на 27 януари 1497 г. Победен е от Вителоцо Вители при Сориано (27 януари 1497 г.). По време на битката неговата армия, след няколко артилерийски изстрела, атакува армията на Орсини, но техните войски удържат на атаката и контраатакуват, карайки армията на Папската държава да бяга; в битката загиват около 300 войници на Орсини и повече от 500 папски. Гуидобалдо е заловен, а Джовани е ранен.
Папата изпраща сина си в испанската армия на Гонсало Фернандес де Кордоба, за да се сражава с французите за Неаполитанското кралство. Малко след това Джовани е направен господар на Терачина и Понтекорво и херцог на Беневенто.
Той е втори херцог на Гандия, херцог на Сеса, велик конетабъл на Неапол, губернатор на Свети Петър и гонфалониер и генерален капитан на Църквата.

### Мистериозно убийство
21-годишният Джовани е убит в нощта на 14 юни 1497 г. на тогавашната пиаца „Джудека“ (днес безименна улица между ул. „Пианто“ и ул. „Портико д'Отавия“).
В навечерието на заминаването му с брат му Чезаре за Неапол майка им Ваноца им дава прощална вечеря в красивото си лозе в Трастевере. На вечерята присъстват още няколко роднини и приятели, сред които кардиналът на Монреале и младият им брат Гофредо. Те остават на вечеря до късно през нощта, когато Чезаре и Джовани си тръгват, придружени само от няколко слуги и мистериозен мъж с маска, който идва при Джовани, докато е на масата и който почти всеки ден от около месец има навика да го посещава във Ватикана. Братята и придружителите им яздят заедно до двореца на вицеканцлера Асканио Сфорца в квартала „Понте“. Там Джовани казва на Чезаре, че отива да се забавлява. Джовани, негов слуга и човекът с маската потеглят по посока на еврейския квартал. На сутринта се разбира, че Джовани все още не се е върнал във Ватикана и неспокойните му слуги информират баща му папата. Александър VI не се разтревожва и си мисли, че той е при жена. По-късно през деня обаче е конят му е намерен по улиците в района на двореца на кардинала на Парма, само с една кожа на стремето, а другата очевидно е била отрязана от седлото; слугата, който го е придружавал, е открит на разсъмване на площад „Джудека“ смъртоносно ранен и издъхва преди да проговори.
Разтревоженият папа нарежда да се започне разследване. Така лодкар на сем. Скиавони – някой си Джорджо, разказва какво е видял в нощта срещу сряда, когато прекарва нощта на борда на лодката си, за да пази натоварения на нея дървен материал. Тя е закотвена по протежение на брега, който минава от моста Сант Анджело до църквата „Санта Мария Нуова“. Лодкарят разказва как около петия час през нощта, малко преди да се разсъмне, вижда двама мъже да излизат от тясната уличка до болницата „Сан Джироламо“ и да застават на брега на река Тибър на мястото, където е обичайно за чистачите да изхвърлят количките си за отпадъци във водата. Те се оглеждат внимателно, за да се уверят, че не ги наблюдават. Правят знак, след което мъж, добре възседнал красив бял кон със златни шпори, изскача от същата тясна улица. Зад него, върху задницата на коня, Джорджо вижда преметнато човешко тяло, поддържано от двама други пешаци, които вървят от двете страни на конника. След като стигат брега, те хвърлят тялото във водата. Джорджо чува конника да пита дали са го хвърлили добре в средата и чува утвърдителен отговор. След това конникът гледа повърхността за известно време и забелязва тъмен плаващ обект, който се оказва наметалото на жертвата. Мъжете хвърлят камъни по него и така го потопяват, след което петимата си тръгват.
Папата нарежда коритото на реката да бъде претърсено основно. Няколко стотици лодкари и рибари се захващат за работа и в същия следобед тялото на сина му е извадено в една от мрежите. Той не само е напълно облечен, но ръкавиците му и кесията му, съдържаща тридесет дуката, все още са на колана му, както и камата му – единственото оръжие, което носи; скъпоценностите по него също са непокътнати, което показва напълно ясно, че убийството му не е дело на крадци. Ръцете му все още са вързани, по тялото му има 10 – 14 прободни рани, а гърлото му е прерязано.
Трупът е откаран с лодка до замъка Сант Анджело, където е съблечен, измит и облечен в дрехите на главен капитан на Църквата. Същата вечер тялото, покрито с мантия от брокат, а лицето, „изглеждащо по-красиво, отколкото в живота“, е пренесено на светлината на факли от замъка до Санта Мария дел Пополо за погребение, тихо и с малко пищност. Скръбта на папата е ужасна. Докато процесията пресича моста на Сант Анджело, стоящите там, чуват ужасните му викове на мъка. Александър VI се затваря в апартаментите си, отказвайки да вижда хора. Само чрез настояване кардиналът на Сеговия и някои от членовете на папското семейство успяват да го видят, но дори и тогава три дни не могат да го накарат да яде или да заспи. Скърбящият баща заповядва Рим да бъде претърсен за убийците. Но въпреки че търсенето продължава два месеца, то се оказва безплодно. Заподозрените са следните лица:
- Брат му Чезаре Борджия, който три години по-късно заема същото място като командир на папската армия. Слуховете тръгват няколко години по-късно. Смъртта на Джовани се оказва полезна за Чезаре, който, както се смята, не желае предопределената му от баща им църковната кариера. Смята се, че Чезаре, който убива съпруга на сестра си Алфонсо Арагонски, е способен да убие и брат си. Дори има слухове, че го е убил, защото се състезавал с него в леглото на сестра им Лукреция и е научил, че тя е бременна от Джовани.
- Брат му Гофредо Борджия поради връзката на Джовани със съпругата му Санча Арагонска.
- Антонио Мария Пико дела Мирандола – баща на девойка, чиято къща се намирала близо до река Тибър. Малко преди смъртта си Джовани не пропуска възможността да спомене, че е обезчестил 14-годишната дъщеря на един от представителите на древното римско семейство.
- Джовани Сфорца – съпруг на сестра му Лукреция, опозорен от семейство Борджия (обвинен е в импотентност с цел разтрогване на брака[12]), с когото покойният Джовани се е скарал публично.
- Роднината на Джовани Сфорца, кардинал Асканио Сфорца, с когото Джовани също се е скарал толкова жестоко, че слугите им са се изклали по улиците на Рим.[13]
- Гуидобалдо да Монтефелтро, когото Джовани обвинява за скорошното им военно поражение и когото не откупва от плен.
- Семейство Орсини, с което Борджиите са в конфликт от 1494 г. и които държат сем. Борджия отговорна за смъртта на Вирджинио Орсини в неаполитански затвор – един от главите на това враждебно към папата семейство, чиито притежания папата възнамерява да даде на убития си син (убийството е извършени в квартала, където живеят много от хората им, и мулето на жертвата е намерено там).[14]

Подробностите около покушението обаче така и не са разкрити и това са само предположения, като най-реалистично е последното.
Вдовицата на Джовани, която го надживява с цели 42 години, не се омъжва никога повече. Тя живее в двореца си в Гандия, отглежда децата си и е голяма покровителка на църквите и манастирите в района на Валенсия. Впоследствие Мария Енрикес де Луна обвинява Чезаре Борджия в убийството на съпруга си, но самата тя никога не е била в Рим и просто повтаря слуховете, които се разпространяват.

## Брак и потомство
∞ септември 1493 г. за Мария Енрикес де Луна (* 1474 или 1475, † 1539), испанска благородничка и първа братовчедка на крал Фернандо II Арагонски, дъщеря на Енрике Енрикес де Киньонес, господар на Виляда, Вилявисенсио, Орсе и Баса, от която има син и дъщеря:
- Хуан де Борха и Енрикес (известен и като Хуан Борджия), трети херцог на Гандия, брачен договор с Хуана де Арагон и Гуреа, извънбрачна дъщеря на Алфонсо Арагонски (извънбрачен син на Фернандо II), от която има двама сина, сред които свети Франциск Борджия
- Исабела де Борха и Енрикес (* 5 януари 1498, Гандия; † 28 октомври 1557, Вилядолид), монахиня кларисинка колетанка в Санта Клара в Гандия с името Франсиска де Хесус и писателка.[15]

## Джовани в културата

### Телевизия
- Сериал „Династията на Борджиите“ (Канада, Унгария, Ирландия. 2011 – 2013). Ролята се изпълнява от Дейвид Оукс (убит от Чезаре във втория сезон на сериала, в „Светът на чудесата“)
- Сериал „Борджиите“ (Франция – Германия – Чехия – Италия. 2011 – 2014). Ролята се изпълнява от Стенли Уебър (той е главен герой в първия сезон и умира във финала на сезона „The Serpent Rises“. В тази адаптация той е най-голямото дете на Родриго и Ваноца и убийството му е извършено основно от Лукреция с помощта на нейния любовник Педро Калдес. И двата портрета изобразяват Хуан като надменен, егоистичен и жесток, с малко изкупителни черти.)

### Видеоигри
- Assassin's Creed: Brotherhood (2010) (измислена версия на смъртта му от ръката на Чезаре Борджия, който наема проститутка да го убие)